# 波因特道格拉斯 (明尼蘇達州)
波因特道格拉斯（英語：Point Douglas）是位於美國明尼蘇達州華盛頓縣登馬克鎮區的一個鬼鎮。

## 歷史
波因特道格拉斯於1849年成立，得名自民主黨政治家史蒂芬·阿諾·道格拉斯（Stephen Arnold Douglas）。波因特道格拉斯的郵局於1849年成立，其後於1903年停運。

## 地理
波因特道格拉斯所處的海拔為高於海平面221米（即725英呎），而該地所採用的時區為UTC-6，即北美中部時區（CST）。同時該地設有夏令時間，為UTC-6調快一小時，即UTC-5（CDT）。